# Andrew Zolile T. Brook
Andrew Zolile T. Brook (* 22. November 1929 in Fort Cunningham; † 5. September 2011) war ein französischer Geistlicher und römisch-katholischer Bischof von Umtata. 

## Leben
Andrew Zolile T. Brook empfing am 8. Dezember 1957 die Priesterweihe. 
Papst Johannes Paul II. ernannte ihn am 12. Februar 1979 zum Bischof des Bistums Umtata mit Sitz in Mthatha. Der Erzbischof von Bloemfontein Peter Buthelezi OMI spendete ihm am 5. Mai desselben Jahres die Bischofsweihe; Mitkonsekratoren waren Denis Eugene Hurley OMI, Erzbischof von Durban und Johannes Baptist Rosner SAC, Bischof von Queenstown.
Seinem Rücktrittsgesuch wurde durch Papst Johannes Paul II. am 7. Januar 1995 stattgegeben.